# Zemětřesení v Pákistánu 2013

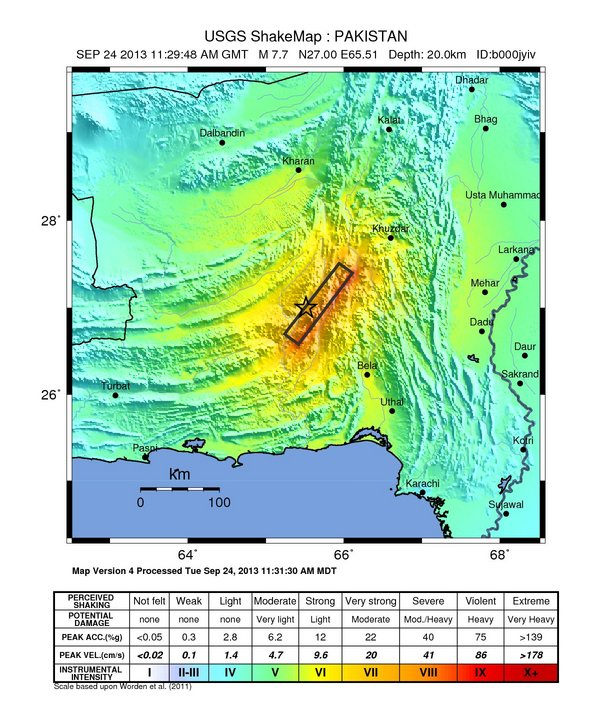
Ničivost zemětřesení v postižených oblastech

Zemětřesení v Pákistánu 2013 bylo zemětřesení, ke kterému došlo 24. září 2013 na jihu Pákistánu. Otřes měl sílu 7,7 a na Mercalliho stupnici dosáhl síly IX (Pustošivé). Otřes byl tak silný, že u pobřeží jižního Pákistánu vytvořil malý ostrov s názvem Zalzala Koh, který se ale v roce 2016 zcela potopil. 
Při otřesu zemřelo 825 lidí. Dotřes, ke kterému došlo o 4 dny později, pak zabil nejméně 22 lidí.